# Eritropoetina
L'eritropoetina (del grec antic ἐρυθρός erythros 'vermell' i ποιεῖν, poiein ‘fer, crear’) és una citocina de naturalesa glicoproteica que estimula la producció d'eritròcits. És el principal agent estimulador de l'eritropoesi natural. A més, també té altres funcions com la resposta del cervell a un dany neuronal, i intervé en el guariment de ferides.
La producció d'eritropoetina s'estimula per la reducció de tensió d'oxigen als teixits i és produïda en un 85 a 90 per cent pel ronyó i en un 10 a 15 per cent per altres teixits com ara l'hepàtic i el nerviós.
L'absència d'eritropoetina provoca debilitat muscular i disminueix notablement la resistència a l'exercici físic. Altres símptomes són hipertensió, cansament i aparició d'anèmia.
S'utilitza, principalment, com a tractament per a anèmies degudes a patologies al ronyó i al càncer, pacients amb sida i en trasplantaments de medul·la òssia.
És utilitzada també com a substància dopant, ja que estimula la producció de glòbuls vermells i augmenta la capacitat de transport d'oxigen, cosa que permet incrementar la resistència a l'exercici físic dels esportistes.

## Història
A mitjan segle xix es comença a estudiar el paper de la sang en el transport d'oxigen. El 1862, Hoppe-Seyler observa que l'oxigen s'uneix als eritròcits mitjançant l'hemoglobina. Primer Viandt (1890) i després Muntz (1891) van observar que el cos estimulava la producció de glòbuls vermells en poblacions situades a gran altitud amb baixa pressió parcial d'oxigen. Aquestes observacions van portar a l'acceptació de la relació entre glòbuls vermells i altura. El 1893, Meischer va formular la hipòtesi que la baixa pressió parcial de l'oxigen estimulava per si mateixa la formació de les cèl·lules de la sang.
El 1906, Carnot i Deflandre observen que el sèrum d'animals anèmics estimula l'hematopoesi en animals sans. Plantejaren la hipòtesi que un factor humoral era responsable de la formació dels components de la sang i posaren en dubte la hipòtesi sobre la pressió atmosfèrica. Per ser difícils de repetir, es va dubtar dels resultats.
El 1948, els nefròlegs Bonsdorfl i Jalavisto són els primers a utilitzar el nom EPO per a anomenar l'hormona que es forma en mamífers en situacions d'hipòxia. El 1950, Reissmann fa un pas endavant en la investigació i demostra la regulació humoral de l'eritropoesi, el que confirma les hipòtesis de Carnot i Deflandre. L'experiment consisteix a connectar els sistemes circulatoris de dos ratolins, i induir una situació d'hipòxia en un d'ells, i mantenir l'altre normal. En aquest cas els dos ratolins augmenten els seus glòbuls vermells. Això demostra que l'estimulant es troba a la sang.
El 1953, Erslev publica els primers articles científics on es prova l'existència de l'eritropoetina i aprofundeix en la seva fisiologia. Va descobrir que actua sobre els precursors eritroides. El 1957, Leon Jacobson i el seu equip demostren que rates a les quals se'ls ha practicat una nefrostomia no produeixen EPO en resposta a la hipòxia, i suggereixen que aquesta és produïda pels ronyons. El 1983, FuU-Kuen Lin identifica el gen de l'EPO humana, i l'any següent Sylvia Lee-Huang informa de la clonació i expressió del gen de l'EPO humana recombinant (rhEPO) en bacteris, i el 1985 en mamífers.

## Estructura química

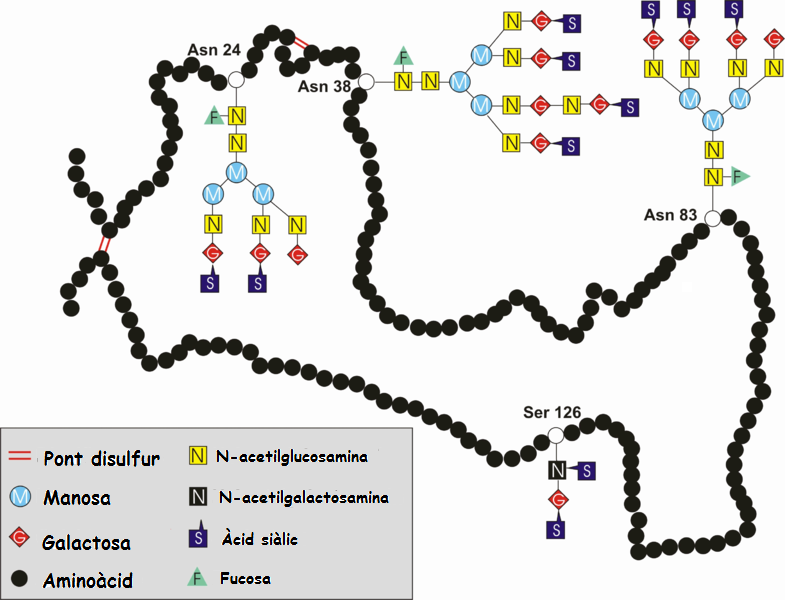
Images estructura EPO

L'eritropoetina (EPO) és una glicoproteïna formada per una cadena d'uns 165 monòmers d'aminoàcids no ramificats amb un pes d'uns 34kD. La proteïna té quatre punts de glicosilació que es distribueixen en tres asparagines (Asp) que formen enllaços N-glicosídics en els aminoàcids 24, 38 i 83, i una serina (Ser) que forma un enllaç O-glicosídic en l'aminoàcid número 126. El pes molecular dels hidrats de carboni representa el 40 per cent de la glicoproteïna, mentre que els aminoàcids constitueixen el 60 per cent restant. Les ramificacions glicídiques estan formades per mannoses, galactoses, N-acetilglucosamina, N-acetilgalactosamina, àcid siàlic i fucosa. L'àcid siàlic és terminal i dificulta que la molècula sigui incorporada i catabolitzada pel fetge. L'estructura dels sucres presenta una petita variabilitat.
La cadena presenta dos ponts disulfur entre quatre cisteïnes, un entre les 7-131 que li proporciona una forma circular, i un altre en les cisteïnes 29-33. Aquests ponts són imprescindibles per a l'activitat biològica de l'EPO.
La unió de molècules d'eritropoetina formen cadenes hèlix-α, amb una estructura terciària formada per quatre hèlix-α antiparal·leles.

## Biosíntesi
L'eritropoetina se sintetitza en primer terme en el fetge del fetus. Immediatament després del naixement, la producció es desplaça als ronyons. Actualment amb proves moleculars del mRNA de l'EPO s'ha determinat que se sintetitza en l'endoteli dels capil·lars situats al voltant dels canals nefrítics.
La síntesi d'eritropoetina és regulada pel nivell de transcripció del gen exclusivament, ja que no s'emmagatzema sinó que és secretada directament. El gen de l'Epo (2.2kb, 5 exons i 4 introns) es troba al cromosoma 7 locus 7q21-7q22. Aquest gen codifica una proteïna precursora de l'EPO de 196 aminoàcids. El precursor patirà dues modificacions posttraduccionals abans de convertir-se en eritropoetina. Primer, el pèptid senyal de 26 aminoàcids del N-terminal se suprimeix i, després, l'arginina de l'extrem C-terminal és eliminada per una carboxipeptidasa la proteïna resultant serà l'eritropoetina.
La hipòxia és la causa més evident d'activació del gen de l'EPO. Aquesta activació depèn d'una seqüència potenciadora, «sensible a la hipòxia» que es troba a l'extrem 3’ del gen. Aquesta respon al factor induït per hipòxia-1 (HIF-1, per les inicials en anglès). L'HIF-1 és un heterodímer compost per subunitats α i β. El factor α, en situació d'hipòxia passa del citoplasma al nucli cel·lular, s'enllaça al factor β i junts formen el HIF-1. A una distància de 120 parells de bases en direcció 3’ del gen de l'EPO es troba una zona potenciadora que controla l'expressió del gen de l'EPO induït per hipòxia. Serà en aquesta zona on s'unirà l'heterodímer (HIF-1) amb altres proteïnes formant un complex regulador del promotor de transcripció.
Si no hi ha hipòxia, el sensor d'oxigen, una prolinhidroxilasa, hidrolitzarà el factor α que impedirà que s'uneixi formant HIF-1,i per tant, no es produirà l'efecte promotor sobre el gen de l'EPO.

## Mecanisme d'acció
L'EPO regula el nombre d'eritròcits a la sang, en influir en la correcta maduració i proliferació dels progenitors hematopoètics, i no en enfluir en la formació d'aquests. En absència d'EPO les proteïnes BcL-XL mostren una expressió desregulada, que porta a l'apoptosi precoç dels precursors hematopoètics. En presència d'EPO la proteïna BcL-XL s'expressarà de manera correcta eliminant el factors que inhibien la diferenciació cel·lular.
Per dur a terme aquesta funció la molècula d'EPO s'uneix a receptors específics (EPO-R) que es troben en grans densitats en cèl·lules immadures i que disminueixen durant la diferenciació cel·lular. L'EPO-R és una proteïna de 508 aminoàcids i 66-78 kDa de pes. Té diferents regions: una porció extracel·lular, una regió transmembrana i una regió intracel·lular. Quan l'EPO s'uneix al seu receptor el receptor és dimeritzat. La regió transmembrana està implicada en la formació de proteïnes constitutivament actives que depenen de la unió entre el receptor i el lligand. Per acabar, la regió intracel·lular (236 aminoàcids), amb dos dominis funcionals diferenciats (box-1 i box-2), és necessària per iniciar la cascada de senyalitzacions intracel·lulars que portaran a la maduració de la cèl·lula.

## EPO recombinant

### Història
El 1978, Miyake i Goldwasser van aïllar i purificar EPO humana a partir de l'orina de pacients amb anèmia aplàstica. Aquests van determinar que es tractava d'una glicoproteïna formada per 165 aminoàcids i un 40% d'hidrats de carboni. La identificació de la seqüència d'aminoàcids i posteriorment del gen va portar Lin et al. el 1983 a fer-ne clons en cèl·lules d'ovari d'hàmster.
El 1985 ja es produïa massivament epoietina α, la primera eritropoietina recombinant humana (rHu-EPO), immunològicament i bioquímicament equivalent a l'EPO endògena. El 1989 es va sintetitzar l'epoietina β, amb idèntica seqüència d'aminoàcids que l'epoietina α i l'EPO endògena però amb diferent configuració de les cadenes de sucres que la conformen. Aquesta diferència li dona unes característiques farmacocinètiques i d'eficàcia lleugerament diferents. És comú trobar-se amb la denominació rHu-EPO per identificar tant a l'epoietina α com l'epoietina β.
El 1995 es va sintetitzar la darbepoietina α. Aquesta és estructuralment diferent respecte a l'EPO endògena i la rHu-EPO. En concret varia en 5 dels 165 aminoàcids, a més d'importants diferències en el nombre i l'estructura de les cadenes de sucres. Encara que comparteixen el mateix mecanisme d'acció (estimulació de l'eritropoiesis mitjançant la unió al receptor de l'eritropoietina EPO-R) té una farmacocinètica i una efectivitat diferent.

### Estructura química
La rHu-EPO és una glicoproteïna de 34kDa, constituïda per una cadena de 165 aminoàcids i amb un 39 per cent de la seva massa formada per hidrats de carboni. L'estructura química és idèntica a l'EPO endògena, només es diferencia per les cadenes de sucres que l'acompanyen.
La darbepoietina α és una glicoproteïna de 37,1kDa, constituïda també per 165 aminoàcids i amb un 52 per cent de la massa formada per hidrats de carboni. Es diferencia de l'EPO endògena i de la rHu-EPO en 5 aminoàcids diferents, modificats per mutagènesi dirigida. A més, es diferencia també en les cadenes de sucres que l'acompanyen, amb una proporció major d'àcid siàlic.

### Mecanisme d'acció
La rHu-EPO actua principalment a les cèl·lules progenitors eritroides de la medul·la òssia, tant a les cèl·lules BFU-E (unitats formadores de brots eritroides), com a les CFU-E (unitats formadores de colònies eritroides). Igual que l'EPO endògena, actua en unir-se als receptors EPO-R d'aquestes, induint la seva dimerització.
La darbepoietina α també actua amb el mateix mecanisme que l'EPO endògena però s'ha observat en cultius in vitro una afinitat menor pel EPO-R en les cèl·lules progenitores eritroides, degut principalment a la major càrrega negativa. Té la mateixa especificitat, però una semivida plasmàtica major, el que compensa la menor afinitat pels EPO-R, donant-li una activitat in vivo major. L'efecte tant de la rHu-EPO com de la darbepoietina α és el mateix de l'EPO endògena.

### Farmacocinètica

#### Absorció
La rHu-EPO (en concret, l'epoietina α) s'absorbeix ràpida i completament per via intravenosa. Després d'administrar una dosi de 150 U/kg en pacients en hemodiàlisi s'ha observat una semivida de 8 a 10 hores. Per via subcutània presenta una absorció més lenta i no arriba a assolir la màxima concentració fins passades 5-18 hores. La biodisponibilitat va del 21 per cent al 49 per cent.
La darbepoietina α s'administra tant per via intravenosa com subcutània. En pacients en hemodiàlisi s'acostuma a administrar per via intravenosa i per via subcutània normalment la resta. La dosi administrada en ambdues vies acostuma a ser similar encara que l'absorció subcutània és bastant més lenta, assolint la màxima concentració passades de 24 a 72 hores.
La diferència entre els temps d'absorció de la rHu-EPO i la darbepoietina α és degut principalment al major contingut d'àcid siàlic d'aquesta última. Això fa que trigui entre 3 i 5 vegades més temps per assolir concentracions plasmàtiques eficaces però també permet que s'elimini més lentament del plasma i, per tant, tingui una semivida major.

#### Distribució
Diversos estudis mostren que després de l'administració intravenosa d'epoietina α el volum de distribució en voluntaris sans és de 90 ml/kg, 41 ml/kg en pacients en prediàlisi i 33 ml/kg en pacients en hemodiàlisi. Aquests valors varien lleugerament en funció de l'estudi de referència. Estudis en voluntaris sans amb epoietina β donen resultats similars, amb un volum de distribució de 40 a 90 ml/kg. S'ha observat que les rHu-EPO es distribueixen especialment al plasma i òrgans molt irrigats, com la melsa, ronyons, fetge i medul·la òssia.
Estudis cinètics amb darbepoietina α mostren que aquesta es distribueix principalment al compartiment central, i el seu volum de distribució és molt similar al del volum plasmàtic, al voltant dels 52ml/kg. Aquests resultats mostren que la distribució extravascular de la darbepoietina α és limitada, degut a les majors cadenes de sucres associades a la molècula.

#### Eliminació
Els grups d'hidrats de carboni que acompanyen tant les rHu-EPO com la darbepoietina α les protegeixen d'una ràpida eliminació. Estudis realitzats amb voluntaris sans mostren que l'epoietina α s'elimina del plasma seguint una cinètica biexponencial quan és administrada a dosis baixes. En canvi, mostra una cinètica monocompartimental (lineal) a dosis altes.
La rHu-EPO es metabolitza al fetge, per via de la desialització. Estudis realitzats amb voluntaris sans mostren que només els 10% de la dosi s'eliminen inalterats per l'orina. L'eliminació renal és d'un 2 per cent, pràcticament negligible.

## Usos terapèutics
L'EPO es fa servir en el tractament de l'anèmia resultat de la malaltia crònica del ronyó i la mielodisplàsia resultat del tractament del càncer (quimioteràpia i radiació), en les transfusions al·logèniques en pacients quirúrgics, anèmia del prematur i pacients VIH positius amb eritropoesi deficient. S'utilitza també en el tractament d'anèmies ferropèniques greus en pacients amb intolerància als preparats amb ferro, dificultats per l'administració oral o IM i sagnats persistents d'abordatge complicat i difícil compensació.
També es mostra eficaç enfront d'altres malalties com l'atac de cor o inclús en el tractament de l'esquizofrènia.

## Formes disponibles en biomedicina[calcitació]
- Wepox, produïda per la companyia Wockhardt Biotech
- Epogen, produïda per la companyia Amgen
- Espogen de la companyia LG life sciences
- Epotin, de Gulf Pharmaceutical Ind. (JULPHAR)
- Betapoietin, de CinnaGen and Zahravi
- ReliPoietin, de Reliance Life Sciences Pvt. Ltd
- Erykine, de Intas Biopharmaceutica Pvt. Ltd
- Shanpoietin, de Shantha Biotechnics Ltd
- Zyrop, produïda per Cadila Healthcare Ltd.

## EPO en dopatge
En la dècada del 1990, hi va haver un pic de casos de dopatge d'EPO en esports de resistència, com ara el ciclisme o el triatló. Això és degut al fet que l'EPO augmenta la massa eritrocitària, el que permet un millor rendiment de l'esportista en activitats d'exercici aeròbic. Tot i que se'n va prohibir l'ús com a ajut ergogènic, molts casos passaven desapercebuts, ja que és molt difícil diferenciar l'eritropoietina endògena de l'exògena per tal de detectar-ne un ús il·lícit.
Per això, les anàlisis actuals, homologades l'any 2001 pel laboratori nacional francès anti-doping (LNDD) i l'Agència Mundial Antidopatge, es centren en possibles alteracions en la glicosilació de l'eritropoietina present en l'orina, i també en canvis sobtats en els nivells d'eritropoietina serològica, i en la producció anormal de cèl·lules sanguínies. Gràcies a això es van poder detectar nous casos en els Jocs Olímpics d'Hivern de 2002 a Salt Lake City i en la xarxa de dopatge liderada pel doctor Eufemiano Fuentes desarticulada en l'Operació Port el 2006.